# Ayllus
O nome Ayllus representa a forma de organização do império inca, especialmente nas regiões da Bolívia e Peru. Nela, cada membro da comunidade trabalhava em sua terra, mas também tinha a obrigação de trabalhar em terras do Estado, alimentando os governantes, os nobres, o exército, os artistas (entre eles os artesãos que trabalhavam as pedras e as mulheres que teciam para o império), os anciãos e os enfermos que não podiam se alimentar por si mesmos.
Cabia ao chefe do ayllu, conhecido como kuraka, fazer uma divisão igualitária dos alimentos produzidos e também auxiliar os membros de seu ayllu que enfrentassem dificuldades.
Ou seja, no modelo Ayllus, todo o seu significado econômico está construído sob o valor do trabalho, da cooperação, coletividade e da distribuição de riquezas, sendo necessário labutar por todos e para todos.